# Победа (антарктическая станция)
Победа — советская временная выносная метеорологическая база, находившаяся на одноимённом ледяном острове в Антарктиде, в 350 км от станции Мирный.
Станция была основана 9 мая 1960 года. В её штат входило три человека. Здесь производились метеорологические наблюдения на оборудованной метеоплощадке и гляциологические исследования в отрытом для этого 10 метровом шурфе.
Антарктическая база состояла из двух палаток, одна служила жильём и рабочим помещением, вторая была задействована под склад. Для отопления и приготовления пищи использовалась газовая плита. Для связи с внешним миром имелось две радиостанции. «Победа» была оставлена 12 августа 1960 года.